# 井坂泉太郎
井坂 泉太郎（いさか せんたろう）は、幕末期の水戸藩士。

## 概要
諱は貞行。在京藩士本圀寺勢に属し、元治元年（1864年）9月20日、主君徳川慶篤の弟昭武附きとなる。小姓頭取を務め、1867年（慶応3）年、昭武が将軍名代としてパリ万国博覧会に派遣された際、やはり小姓頭取の菊池平八郎らと共に随行した。1868年1月（慶応3年12月）に向山隼人正らとともに帰国したが、1868年9月（慶応4年8月）、昭武を迎えるために服部潤次郎と再びパリに赴き、昭武とともに帰国した。
明治以後は泉と改名し、水戸徳川家の事務局に入り、家扶（もしくは家令）となって引き続き昭武に仕えた。『戸定邸日誌』には幹部職員として家政に携わる様子が度々登場する。明治30年（1897年）に没した。享年63。

## 演じた俳優
- 村井国夫（獅子の時代 - 1980年）※役名は伊河泉太郎
- 林雄大（青天を衝け - 2021年）